# Atrichopogon longicosta
Atrichopogon longicosta är en tvåvingeart som beskrevs av Clastrier 1959. Atrichopogon longicosta ingår i släktet Atrichopogon och familjen svidknott.
Artens utbredningsområde är Senegal. Inga underarter finns listade i Catalogue of Life.